# Gornji Stoliv
Gornji Stoliv (cyr. Горњи Столив) – wieś w Czarnogórze, w gminie Kotor. W 2003 roku liczyła 10 mieszkańców.